# Incidente em Grays de 2019
O incidente em Grays de 2019 ocorreu em 23 de outubro de 2019, pouco depois das 01h30, horário local, onde 39 corpos foram encontrados em um contêiner refrigerado de um caminhão em Grays, Essex, Reino Unido, sendo 8 mulheres e 31 homens. A carga do caminhão foi registrada na Bulgária sob uma empresa irlandesa. O contêiner foi enviado do porto de Zeebrugge, na Bélgica, para Purfleet, no Reino Unido; acredita-se que a carga veio da Irlanda do Norte, chegando à Grã-Bretanha pelo porto de Holyhead.
As investigações foram conduzidas pela polícia de Essex, mas envolveram também as autoridades nacionais do Reino Unido, Bélgica e Irlanda até o final do dia. As vítimas foram identificadas como cidadãos vietnamitas.